# Mauprat
Mauprat è un romanzo del 1837 di George Sand. La vicenda si svolge per la maggior parte nella regione del Berry all'alba della Rivoluzione francese e vede il protagonista, il giovane Bernard Mauprat, affrontare un percorso di emancipazione e formazione nel tentativo di liberarsi dal giogo della sua rude e crudele famiglia.

## Storia editoriale
Mauprat fu pubblicato in quattro puntate sulla rivista letteraria francese Revue des deux Mondes da aprile a giugno 1837. Nello stesso anno, a Parigi l'editore Felix Bonnaire pubblicò la prima edizione in due volumi; le edizioni successive hanno poi raggruppato il testo in un unico volume. Qualche anno dopo la sua pubblicazione, il romanzo fu inserito nell'Indice dei libri proibiti.

## Trama

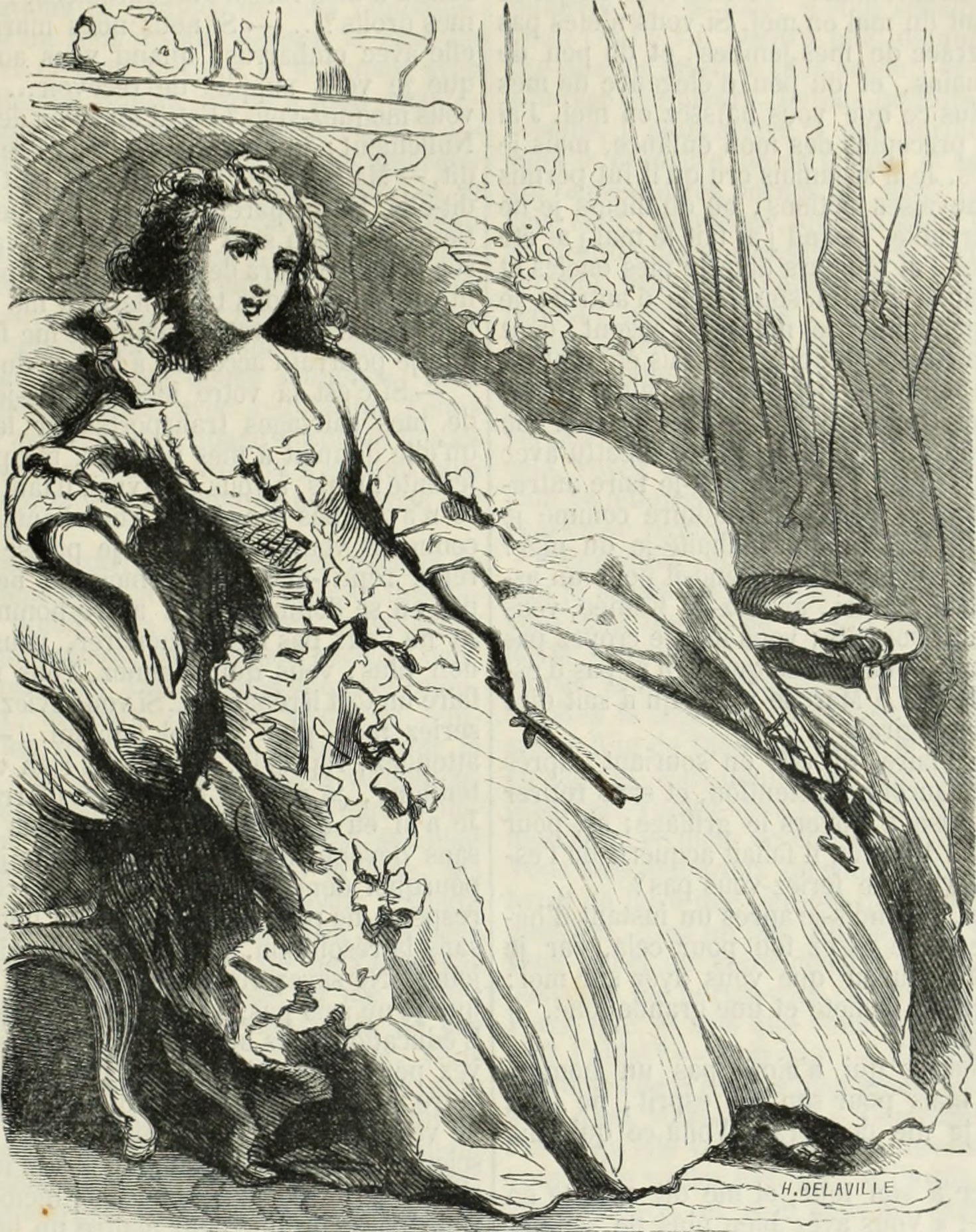
Edmée de Mauprat. Illustrazione di Delaville del 1852

Il vecchio Bernard Mauprat racconta a un giovane visitatore senza nome le vicende della sua vita in un lungo flashback. Cresciuto in una famiglia violenta, Bernard si innamora di sua cugina Edmée. Dopo averla aiutata a fuggire, le strappa una promessa di matrimonio. Il romanzo si conclude con una drammatica scena di un processo, simile a quella de Il rosso e il nero di Stendhal, in cui Bernard viene scagionato ed Edmée professa pubblicamente il suo amore per il ragazzo.

## Opere derivate
Dal romanzo sono stato tratti il film muto Mauprat di Jean Epstein (1926) e una serie televisiva omonima diretta da Jacques Trébouta (1972)